# Siseme peculiaris
Siseme peculiaris är en fjärilsart som beskrevs av Druce 1904. Siseme peculiaris ingår i släktet Siseme och familjen Riodinidae. Inga underarter finns listade i Catalogue of Life.